# رسائل تحذيرية على تغليف الكحول

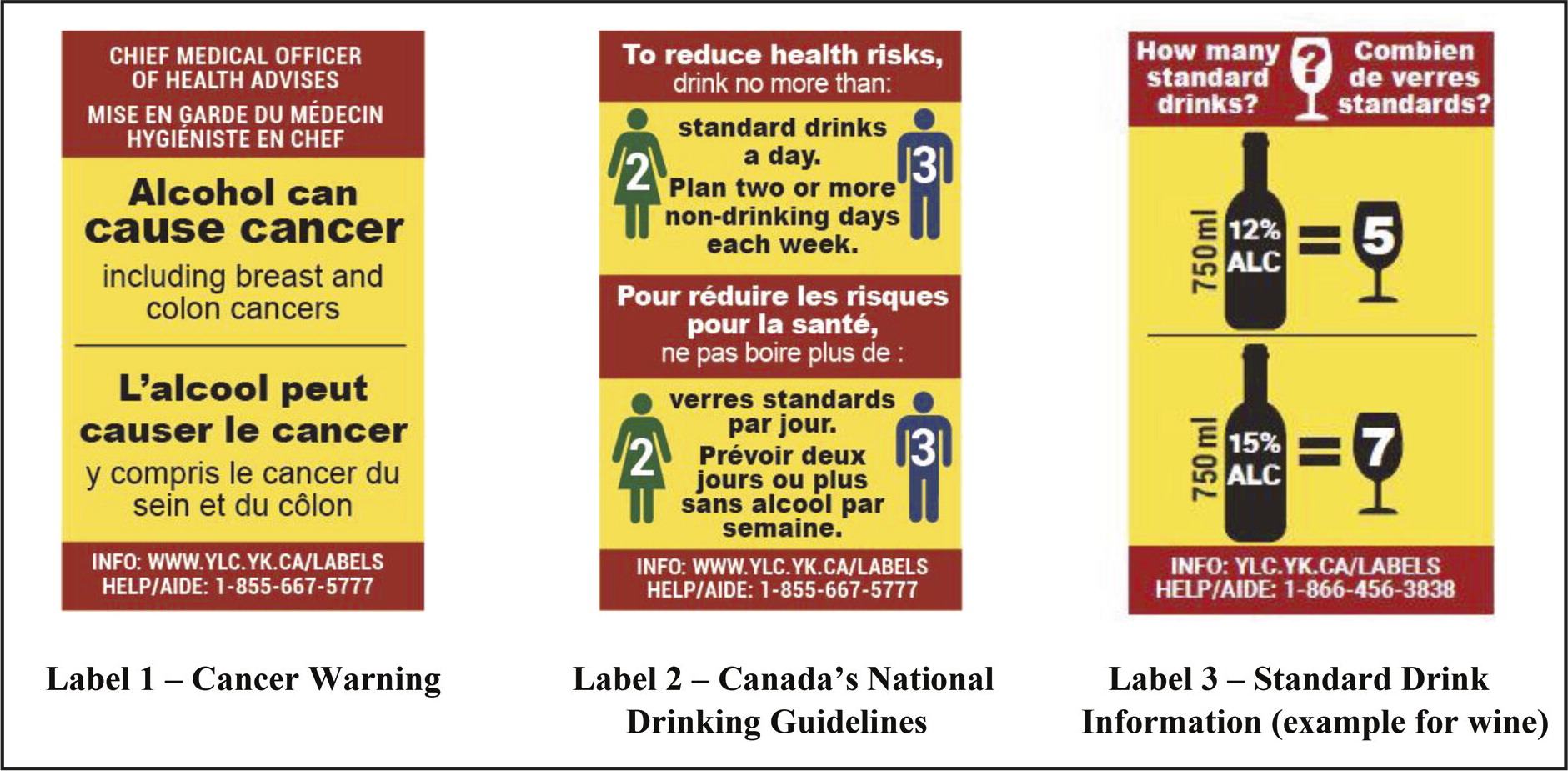
ملصق تحذيري يوضع على عبوات الكحول

تظهر الرسائل التحذيرية على تغليف المشروبات الكحولية العلاقة  بالاثار الصحية. و قد نُفذت في محاولة لتعزيز وعي العامة من الآثار الضارة لتناول المشروبات الكحولية، وخاصة بالنسبة لمتلازمة الجنين الكحولي وخصائص الكحول المسبب للسرطان. بشكل عام، تحاول التحذيرات المستخدمة في بلدان مختلفة التأكيد على نفس الرسائل، وفيما يلي قائمة بالتحذيرات الخاصة ببعض البلدان. مثل هذه التحذيرات مطلوبة في اعلانات الكحول لسنوات عديدة، على الرغم من ان محتوى التحذيرات يختلف حسب الأمة.

تقرير لمنظمة الصحة العالمية، نشر عام 2017، جاء فيه:
يمكن اعتبار وضع الملصقات على المنتجات الكحولية كعنصر من إستراتيجية شاملة للصحة العامة للحد من الأضرار المرتبطة بالكحول، وإضافة ملصقات صحية إلى علب الكحول هي خطوة اولى مهمة في رفع مستوى الوعي وله فائدة طويلة الأجل في المساعدة لتأسيس فهم اجتماعي للاستخدام الضار الكحول.
خَلَصت دراسة عام 2014 لمنظمة الصحة العالمية بي ام سي إلى أن «عبارات التحذير من السرطان على المشروبات الكحولية تشكل وسيلة لزيادة الوعي حول العلاقة بين استهلاك الكحول وخطر الإصابة بالسرطان».

## التاريخ
زادت الدعوات إلى إدخال ملصقات تحذيرية على المشروبات الكحولية بعد أن الرسائل التحذيرية لتغليف التبغ اثبتت نجاحها. إن إضافة الملصقات التحذيرية على المشروبات الكحولية دُعِمت تاريخياً عبر منظمات في حركة الاعتدال، مثل اتحاد التحسن المسيحي للمرأة، كذلك عبر منظمات طبية، مثل الجمعية الايرلندية للسرطان. الدافع لإضافة الرسائل لتغليف الكحول إلى علب مشروبات الكحول تعكس تزايد الادلة المتعلقة بالعلاقة بين تناول الكحول ومعدل المشاكل الصحية التي تتضمن السرطان والسكري وأمراض القلب والأوعية الدموية والسمنة وأمراض الكبد وتشوهات الجنين وقصور الإدراك ومشاكل الصحة العقلية والإصابة العرضية. حتى التنازل القليل أو المتوسط من الكحول يزيد خطر الإصابة بالسرطان عند الأفراد. اعتبارا من عام 2014، ملصقات الكحول التخذيرية أصبحت مطلوبة في بلدان عديدة تتضمن البرازيل وكولومبيا وكونساريكا وفرنسا وغواتميالا والمكسيك وروسيا وجنوب أفريقيا وتايوان وتايلاند والولايات المتحدة الأمريكية. يُرَوَّج الإعلان عن الكحول الحديثة المشروبات الكحولية بشكل كبير «كما لو انها لم تكن مادة سامة» وقد حاولت صناعة الكحول لتضليل العامة حول خطر الإصابة بالسرطان بسبب استهلاك الكحول. بالإضافة إلى الحملات لازالة القوانين التي تتطلب ان يكون المشروبات الكحولية علامات تحذير من السرطان.

## حسب البلد

### أستراليا
في أستراليا، «صانعي المشروبات الكحولية يجب عليهم لصق العلامات التحذيرية المتعلقة بخطر شرب الكحول خلال الحمل»

### أيرلندا
بدعم من المنظمة الايرلاندية للسرطان، سوف تستبدل الايرلندية علامات التحذير في المشروبات الكحولية بالتحذير من خصائص المسرطنة الكحول

### الولايات المتحدة الأمريكية
منذ 1989، في الولايات المتحدة الأمريكية، علامات التحذير في المشروبات الكحولية تتطلب الحذر من «خطر الشرب والقيادة وتشغيل الآلات خلال الحمل ومخاطر صحية عامة أخرى».

ابتداءً من عام 2014، تنص رسالة التحذير الحالية بشأن الكحول على النحو التالي:
تحذير حكومي:
(1) وفقا للجراح العام، لايجب على المرأة شرب المشروبات الكحولية خلال الحمل بسبب مخاطر العيوب الخلفية.

(2) تناول المشروبات الكحولية يعيق قدرتك على قيادة السيارة أو تشغيل الآلة وقد يسبب مشاكل صحية.